# Liste von Bauwerken in Františkovy Lázně

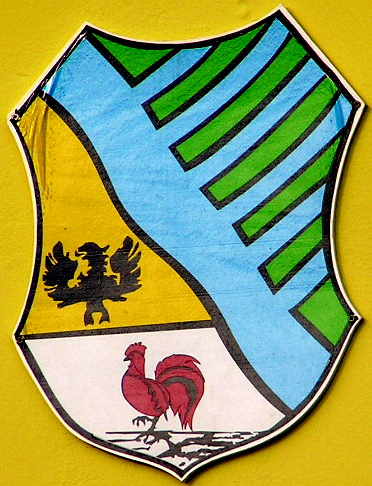
Wappen von Franzensbad

Die Liste von Bauwerken in Františkovy Lázně beinhaltet die bedeutendsten Bauwerke (Kurhäuser, Kolonnaden, Hotels, Villen und öffentliche Gebäude) aus der Zeit von 1700 bis etwa 1930 in Franzensbad. Die aufgeführten Gebäude geben einen Überblick über die Architekturgeschichte dieser Jahre und ihre Architekten (soweit bekannt). Sie führen den Betrachter durch die Architekturstile dieser Zeit, insbesondere die Neorenaissance, den Historismus und den Sezessionsstil. Viele dieser Bauten stehen unter Denkmalschutz.
Der führende Architekt war Gustav Wiedermann (1850–1914), der das Gesicht der Stadt maßgeblich geprägt hat.
Das historische Stadtzentrum wurde 1992 zum  städtischen Denkmalschutzgebiet erklärt. Der Badeort gehört seit 2021 zusammen mit weiteren Kurstädten Europas zum UNESCO-Weltkulturerbe: Bedeutende Kurstädte Europas. Diese Liste ergänzt die Liste der denkmalgeschützten Objekte in Františkovy Lázně.

## Liste von Bauwerken in Františkovy Lázně-Franzensbad
Die bedeutendsten moderneren Bauwerke sind in dieser Liste zusammengestellt. Gebäude, die unter Denkmalschutz stehen, sind mit der ÚSKP-Nr. der Zentralen Liste der Kulturdenkmale der Tschechischen Republik (Ústřední seznam kulturních památek České republiky) gekennzeichnet.
| Bild | Name des Bauwerks                                                                                                 | Adresse und Lage                      | Architekt                                           | Baujahr      | Bemerkung und Quelle |
| ---- | --- | ------------------------------------- | --------------------------------------------------- | ------------ | --- |
|      | Neues Rathaus Franzensbad                                                                                         | Nádražní 208/5 (Lage)                 |                                                     | 1912         | |
|      | Altes Rathaus bis 1912 (ÚSKP-Nr. 29481/4-4604)                                                                    | Anglická 41/5 (Lage)                  |                                                     | 1815–1817    | 1872 umgebaut, bis 1912 genutzt |
|      | Evangelische Kirche St. Peter und Paul (Evangelický kostel sv. Petra a Pavla) (ÚSKP-Nr. 100606)                   | Anglická 164/12 (Lage)                | Karl Haberzettl (1848–1906)                         | 1875–1880    | Turm nach Entwurf von Oskar Sgustav erst 1926 angebaut |
|      | Kreuzerhöhungskirche Franzensbad (Kostel povýšení sv. Kříže) (ÚSKP-Nr. 15899/4-4573)                              | Ruská 232 (Lage)                      |                                                     | 1819         | Kirche im Empire-Stil, seit 1854 mit Fresken der Kirchenpatrone St. Helena und Kaiser Konstantin im Innenraum von Wilhelm Kandler (1816–1896)                        |
|      | Pfarrhaus der Kreuzkirche (Fara při kostele povýšení sv. Kříže) (ÚSKP-Nr. 25734/4-4632)                           | Ruská 107/5 (Lage)                    | Karl Wiedermann (1815–um 1875)                      | 1869         | |
|      | Orthodoxe Kirche St. Olga (Pravoslavný chrám sv. Olgy) (ÚSKP-Nr. 28817/4-4592)                                    | Kollárova 165/8 (Lage)                | Gustav Wiedermann (1850–1914)                       | 1887–1889    | [ 4 ] [ 5 ] [ 6 ] |
|      | Kirche des hl. Jakobus (Kostel sv. Jakuba) (ÚSKP-Nr. 21282/4-9)                                                   | Americká 286 (Lage)                   |                                                     | 1740         | [ 7 ] |
|      | Synagoge Franzensbad                                                                                              | Americká / Francouzská (Lage)         | Gustav Wiedermann                                   | 1873–1875    | 1938 zerstört |
|      | Stadttheater Franzensbad (Divadlo Boženy Němcové) (ÚSKP-Nr. 22735/4-4660)                                         | Ruská 102/16 (Lage)                   | Heinrich von Hügel (1828–1899)                      | 1868/1928    | Umbau durch Arthur Payr (1928) |
|      | Stadtmuseum (Městské muzeum Františkovy Lázně)                                                                    | Dlouhá 194/4 (Lage)                   |                                                     | 1908         | urspr. Feuerwehrhaus (Domov německých hasičů), seit 2008 Stadtmuseum (urspr. im Haus Americká 131/9)                                                                 |
|      | Stadtbibliothek (Městská knihovna Františkovy Lázně)                                                              | Dlouhá 181/6 (Lage)                   |                                                     |              | [ 10 ] |
|      | Kur- und Gesellschaftshaus (Společenský dům) (ÚSKP-Nr. 18461/4-4574)                                              | Národní 1/12 - nám. Míru (Lage)       | Karl Wiedermann                                     | 1867/1877    | 1877 Saalanbau durch Gustav Wiedermann |
|      | Alte Kolonnade Franzensbad (Stará kolonáda) (ÚSKP-Nr. 35997/4-4589)                                               | Náměstí Míru 378/3 (Lage)             |                                                     |              | |
|      | Neue Kolonnade mit Kohlensäure-Gasbad (Kolonáda Nová - Lázně uhličité plynové) (ÚSKP-Nr. 35997/4-4589)            | Náměstí Míru 379/1 (Lage)             | Gustav Wiedermann mit Gabriel von Seidl (1848–1913) | 1912         | [ 13 ] [ 14 ] |
|      | Bäderklinik (Lázeňská poliklinika) (ÚSKP-Nr. 31425/4-4590)                                                        | Národní 16/19 (Lage)                  | Josef Pascher                                       | 1898         | urspr. Mineralwasser-Abfüllanlage (Zasilatelny) |
|      | Luisenbad I. (Luisiny lázně I.) (ÚSKP-Nr. 33405/4-4585)                                                           | Máchova 246/6 (Lage)                  | Karl Wiedermann                                     | 1838–1840    | [ 15 ] [ 16 ] |
|      | Kaiserbad II.; Stadtbad (Lázně Císařské II.) (ÚSKP-Nr. 18849/4-4586)                                              | 5. května 154 (Lage)                  | Gustav Wiedermann, Karl Haberzettl                  | 1878–1880    | errichtet für Anton Singer |
|      | Moorbad III (Slatinné lázně III.) (ÚSKP-Nr. 44703/4-4587)                                                         | Františkovy Lázně 77 (Lage)           | Karl Wiedermann                                     | 1862–1864    | urspr. Cartellieri-Bad, errichtet Stil des Historismus für den Kurarzt Paul Cartellieri (1807–1881), 1869 um einen zusätzlichen Flügel erweitert                     |
|      | Pavillon der Franzensquelle, früher auch Egerquelle genannt (Pavilon Františkova pramene) (ÚSKP-Nr. 19370/4-4570) | Náměstí Míru (Lage)                   | Josef Esch (1784–1854)                              | 1832         | älteste Mineralquelle von Franzensbad, urspr. im Ort Schlada, genannt Schletterer oder Egerer Säuerling (Slatinná kyselka oder Chebská kyselka), um 1832 neu gefasst |
|      | Pavillon der Luisenquelle (Luisin pramen) (ÚSKP-Nr. 18503/4-4571)                                                 | Máchova (Lage)                        | Stöhr                                               | 1826         | [ 21 ] |
|      | Pavillon der Glauberquelle (Dvorana Glauberových pramenů) (ÚSKP-Nr. 23076/4-4591)                                 | Sady Solného a Lučního pramene (Lage) | Arthur Payr (1880–1937)                             | 1930         | mit Glauber III, Glauber IV und Neue Kirchenquelle |
|      | Pavillon der Salzquelle und Wiesenquelle (Solný und Luční pramen) (ÚSKP-Nr. 37846/4-4572)                         | 5. května (Lage)                      | Wachtel und Fr. Füllhaus, Pilsen                    | 1843         | [ 23 ] |
|      | Pavillon der Nataliequelle (Pavilon pramene Natálie)                                                              | Natalie 388 (Lage)                    | Oskar Sgustav (um 1900–nach 1970)                   | 1931         | benannt nach der serbischen Königin Natalie Keschko (1859–1941), 1931 umgebaut                                                                                       |
|      | Kurhotel Imperial (ÚSKP-Nr. 26001/4-4662)                                                                         | Dr. Pohoreckého 151/3 (Lage)          | Karl und Gustav Wiedermann                          | 1878         | Baumeister: Franz Josef Prosch, 1928 durch Franz und Karl Prosch um eine Etage aufgestockt                                                                           |
|      | Kurhotel Drei Lilien (ÚSKP-Nr. 46756/4-4575)                                                                      | Národní 3/10 (Lage)                   | Anton Loimann (1755–1837)                           | 1794         | erstes Kurhotel von Franzensbad, das sog. Loimann-Badehaus (später Drei Lilien)                                                                                      |
|      | Kurhotel Goethe (ÚSKP-Nr. 23321/4-4594)                                                                           | Národní 12/9 (Lage)                   |                                                     |              | ehem. Kurhotel Květen / Pošta |
|      | Kurhotel Máj (ÚSKP-Nr. 21964/4-4595)                                                                              | Národní 13/11 (Lage)                  |                                                     | 1803         | 1865 Umbau im Stil der Neogotik |
|      | Hotel Royal (ÚSKP-Nr. 15322/4-4657)                                                                               | Jiráskova 18/17 (Lage)                |                                                     |              | vermutlich das ehem. Hotel Berliner Hof |
|      | Hotel Slovan (ÚSKP-Nr. 46501/4-4654)                                                                              | Máchova 129/3 (Lage)                  | Franz Josef Prosch                                  | 1917         | [ 33 ] |
|      | Hotel Palac (ÚSKP-Nr. 38079/4-4649)                                                                               | Boženy Němcové 153/6 (Lage)           | Gustav Wiedermann                                   | um 1900      | ehem. Hotel Minsk |
|      | Hotel Savoy (ÚSKP-Nr. 36854/4-4579)                                                                               | Ruská 427/4 (Lage)                    |                                                     | 1880er Jahre | [ 35 ] |
|      | Parkcafé (Sadová kavárna)                                                                                         | Ruská 60/1 (Lage)                     |                                                     | um 1900      | [ 36 ] |
|      | Wettersäule (Meteorologický sloup)                                                                                | Náměstí Míru (Lage)                   |                                                     | 1882         | [ 37 ] |
|      | Aussichtsturm Salingburg (Podivná rozhledna Salingburg)                                                           | Slatina (Lage)                        | Gustav Wiedermann                                   | 1906         | Nachbildung einer mittelalterlichen Burg, pseudogotischer Bau |
|      | Aussichtsturm am Hotel Schlösschen (Rozhledna Zámeček)                                                            | Wiedermannův park (Lage)              | Gustav Wiedermann                                   | 1916         | im Wiedermann-Park gelegen |
|      | Restaurant Rudy Baron Amerika                                                                                     | Jezerní 35/10 (Lage)                  |                                                     |              | am Waldpark Lesopark Amerika |
|      | Hotel Bristol (ÚSKP-Nr. 18918/4-4623)                                                                             | Francouzská 83/19 (Lage)              |                                                     |              | ehem. Haus Janáček |
|      | Kurhotel Fibich (ÚSKP-Nr. 35455/4-4647)                                                                           | Francouzská 136/23 (Lage)             |                                                     |              | [ 42 ] |
|      | Hotel Heiliger Prokop (ÚSKP-Nr. 46128/4-4627)                                                                     | Americká 91/7 (Lage)                  | Adam Haberzettl                                     | 1865         | [ 43 ] |
|      | Kurhotel Chopin (ÚSKP-Nr. 28055/4-4661)                                                                           | Nádražní 147/1 (Lage)                 |                                                     |              | [ 44 ] |
|      | Kurhotel Mirabelle (ÚSKP-Nr. 29482/4-4644)                                                                        | Nádražní 127/3 (Lage)                 |                                                     | um 1870      | ehem. Haus Fučík |
|      | Stadthaus (ÚSKP-Nr. 23176/4-4577)                                                                                 | Národní 7/4 (Lage)                    |                                                     | 1805         | 1812 war hier Ludwig van Beethoven zu Gast, 1880 umgebaut |
|      | Stadthaus, Restaurant Zum Faust (ÚSKP-Nr. 17899/4-4655)                                                           | Národní 11/5 (Lage)                   |                                                     |              | [ 47 ] |
|      | Villa Anton Buschek                                                                                               | Školní 219/3 (Lage)                   | Franz Josef Prosch und Karl Ludwig Prosch           | 1912/1913    | jetzt Grundschule |
|      | Kurhotel Goldener Brunnen (Lázeňský dům Zlatá studna) (ÚSKP-Nr. 45907/4-4588)                                     | Národní 376/13 (Lage)                 | Adam Haberzettl (1816–1871)                         | 1865         | Umbau 1865, jetzt Kino |
|      | Villa Pröckl, jetzt Hotel Windsor (ÚSKP-Nr. 21249/4-4584)                                                         | Ruská 72/23 (Lage)                    | Karl Wiedermann                                     | 1867         | [ 49 ] |
|      | Villa Steinsberg (ÚSKP-Nr. 18791/4-4665)                                                                          | Kollárova 180/7 (Lage)                | Gustav Wiedermann                                   | 1905         | [ 50 ] [ 51 ] |
|      | Kurhotel Monti Spa                                                                                                | Kollárova 170/4 und 166/6 (Lage)      | Gustav Wiedermann                                   | um 1890      | errichtet für Dr. Michael Müller als „Curpalais Dr. Müller“ |
|      | Villa Anna | Kollárova 158/9 (Lage)                |                                                     |              | jetzt Dependance des Kurhotels Monti Spa |
|      | Villa Gustav Wiedermann                                                                                           | Kollárova 176/14 (Lage)               | Gustav Wiedermann                                   | 1904         | [ 54 ] |
|      | Villa Dr. Hermann Rieser                                                                                          | Kollárova 185/17 (Lage)               | Josef Hackhofer (1863–1917)                         | 1906         | Ausführung durch die Baufirma Franz und Karl Prosch, jetzt Haus Dukla                                                                                                |
|      | Reihenhäuser der Kolonie Sanit                                                                                    | Anglická / Lidická / Zelená (Lage)    |                                                     | 1931         | errichtet von der Baufirma Gebrüder Wettstein |
|      | Harvey Spa Hotel                                                                                                  | Dlouhá 222/2 (Lage)                   | Friedrich Kick                                      | 1918         | [ 57 ] |
|      | Hotel Königsvilla                                                                                                 | 5. května 106/9 (Lage)                | Franz Josef Prosch                                  |              | 1925 umgebaut, jetzt um zwei Stockwerke erhöht: Hotel Spa Resort Pawlik - Aquaforum                                                                                  |
|      | Kurbad Aquaforum                                                                                                  | 5. května 469/19 (Lage)               |                                                     | 2005         | [ 60 ] |
|      | Villa Wiesenberg                                                                                                  | Otakara Březiny 284/6 (Lage)          | Franz Josef Prosch und Karl Ludwig Prosch           | 1933         | [ 61 ] |
|      | Villa Ignatz Köstler                                                                                              | Česká 207/21 (Lage)                   | Gustav Wiedermann                                   | 1911         | [ 62 ] |
|      | Fabrikantenvilla Rudolf Schreiber                                                                                 | Česká 243/20 (Lage)                   | Franz Josef Prosch und Karl Ludwig Prosch           | 1929         | [ 63 ] |
|      | Stadtvilla | Zahradní 178/4 (Lage)                 |                                                     |              | |
|      | Villa | Zahradní 187/13 (Lage)                | Gustav Wiedermann                                   | 1907         | [ 64 ] |
|      | Villa | Zahradní 217/8 (Lage)                 |                                                     | 1913         | [ 65 ] |
|      | Villa Dr. Franz Dietrich                                                                                          | Zahradní 254/12 (Lage)                | Franz Josef Prosch und Karl Ludwig Prosch           | 1930         | [ 66 ] |
|      | Jugendstil-Villa                                                                                                  | Československé armády 195/7 (Lage)    |                                                     | um 1910      | [ 67 ] |
|      | Villa Anna Kirchacker                                                                                             | Československé armády 233/11 (Lage)   | Franz Josef Prosch                                  | 1926         | [ 68 ] |
|      | Villa Viktor Sgustav                                                                                              | Československé armády 239/17 (Lage)   | Oskar Sgustav                                       | um 1930      | [ 69 ] |
|      | Villa | Československé armády 273/2 (Lage)    | Oskar Sgustav                                       | 1930         | [ 70 ] |
|      | Villa Maria | Československé armády 177/9 (Lage)    | Franz Josef Prosch                                  | 1904         | [ 71 ] |
|      | Villa Olga | Československé armády 214/13 (Lage)   |                                                     |              | [ 72 ] |
|      | Kurhotel Kaiserin Elisabeth (Dům cís. Alžběty)                                                                    |                                       |                                                     |              | heutiger Name und Lage unklar |
|      | Sanatorium und Chirurgische Klinik (Sanatorium a chirurgická ordinace)                                            |                                       |                                                     |              | heutiger Name und Lage unklar |
|      | Sanatorium und Herzzentrum (Sanatorium pro srdeční choroby)                                                       |                                       |                                                     |              | heutiger Name und Lage unklar |
|      | Waisenhaus der Stiftung Dr. Fürst (Sirotčinec nadace dr. Fürsta)                                                  |                                       |                                                     |              | heutiger Name und Lage unklar |